# Ilse Poinart
Ilse Poinart (1962) is een Belgisch voormalig korfbalster.

## Levensloop
Poinart begon op 5-jarige leeftijd met korfbal en speelde bij Sikopi op het hoogste niveau in de Belgische competitie. Ze was een belangrijke speelster in de gouden periode van de club (jaren 80 en begin jaren 90). Ondanks haar geringe lengte (1.65m) stond ze bekend om haar grote scorend vermogen.
Vooral in belangrijke wedstrijden speelde Poinart een grote rol. Zo was zij topscoorder bij Sikopi in de zaalfinale van 1990 (4 treffers). Ze werd 3 maal Belgisch kampioen in de zaal (1983, 1985 en 1990), won 1 Europacup (1991) en twee keer de Beker van België (1990 en 1991). In 1990 won zij de prijs van 'Korfbalster van het Jaar'.
Tevens was Poinart actief bij het Belgisch korfbalteam, zo nam ze deel aan de wereldkampioenschappen van 1984 en 1991, alsook aan de Wereldspelen van 1985. Poinart staat vooral bekend om haar winnende treffer in de finale van het WK van 1991. In deze finale scoorde ze 4 van de 11 Belgische goals, waaronder de winnende 11-10.